# Вейга Машаду, Мануэл
Мануэл Вейга Машаду (порт. Manuel Veiga Machado; 15 сентября 1986, Санта-Мария-де-Оливейра, Португалия) — португальский футболист, нападающий клуба «Лузитанс». Выступал за ряд клубов из низших дивизионов Португалии, затем играл в андоррских командах «Лузитанс», «Сан-Жулиа» и «Андорра», также выступал за кипрские клубы АПОП Кинирас и «Айя Напа».

## Биография
В тринадцать лет, в 1995 году стал членом детской команды «Авеш». С 2000 года по 2004 год находился в стане «Фамаликана». В сезоне 2004/05 являлся игроком лиссабонского «Спортинга», вместе с которым стал победителем юношеского чемпионата Португалии до 18 лет.
В 2005 году начал карьеру в команде «Мерелинеше», которая выступала в третьем по силе дивизионе Португалии. Позже выступал за другие команды из низших дивизионов Португалии — «Торкатенше», «Коуренше» и «Кабесейренше».
В 2008 году стал игроком андоррского клуба «Лузитанс», который основан выходцами из Португалии. Летом 2008 году перебрался в другую андоррскую команду «Сан-Жулиа», вместе с которой выиграл чемпионат княжества. Летом 2009 года команда впервые участвовала в розыгрыше Лиги чемпионов. В первом раунде «Сан-Жулии» попался сан-маринский «Тре Фиори» и андоррцы смогли добиться победы (2:2 по сумме двух матчей и 5:4 в серии пенальти). «Сан-Жулиа» стала первой андоррской командой которая прошла в следующий раунд еврокубков. Во втором раунде клуб проиграл в двухматчевом сражении болгарскому «Левски» (0:9). Риера принял участие во всех 4 поединках.
Затем, португалец перешёл в клуб «Андорра» из столицы одноимённого княжества. Вместе с командой играл в низших дивизионах Испании на протяжении двух сезонов. В 2011 году Мануэл Вейга присоединился к кипрскому АПОП Кинирас, который выступал во втором дивизионе островного государства. По итогам сезона 2011/12 команда заняла 12 место и вылетела в третий дивизион. Летом 2012 года Риера подписал двухлетний контракт с командой «Айя Напа», которая впервые вышла в высший дивизион Кипра. Португалец провёл в стане киприотов полгода, сыграл 14 матчей и забив 2 гола.
В 2013 году вернулся в Андорру, присоединившись к команде «Сан-Жулиа». Риера принимал участие в финальном матче Кубка Андорры, в котором его клуб уступил «Унио Эспортива Санта-Колома» со счётом (2:3), а он сам стал автором одного из голов. Летом 2013 года перешёл в «Лузитанс». В составе команды участвовал в двух играх первого квалификационного раунда Лиги чемпионов против фарерского «ЭБ/Стреймур». По сумме двух встреч андоррцы уступили со счётом (3:7).
С 2014 года Риера выступает за «Андорру». В сезоне 2014/15 он забил 13 голов в 26 играх в Сегунде Каталонии, став вторым бомбардиром в составе команды, уступив всего два мяча аргентинцу Дарио Исерне. По итогам турнира «Андорра» вышла в Примеру Каталонии. В январе 2016 года на одной из тренировок у Риеры возник конфликт с тренером по физподготовке Жорди Бенетом, после чего Риера был отстранён от тренировок из-за недисциплинированного поведения. В сезоне 2015/16 он провёл 13 игр, забив при этом 8 голов.
Зимой 2016 года вернулся в «Лузитанс». В сезоне 2015/16 команда заняла второе место, Риера принял участие в 6 играх и забил 1 гол.

## Достижения
«Сан-Жулиа»
- Чемпион Андорры (1): 2008/09

«Лузитанс»
- Серебряный призёр чемпионата Андорры (1): 2015/16
- Финалист Кубка Андорры (1): 2013